# ポリオの歴史

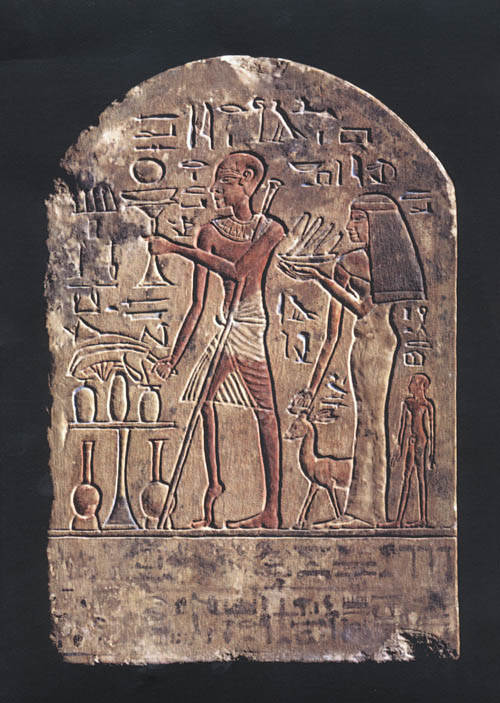
ポリオ後遺症患者を描いたと考えられる古代エジプトの石碑。第18王朝 (紀元前1403–1365年)。

ポリオの歴史、すなわちポリオ (急性灰白髄炎) による感染の歴史は、先史時代までさかのぼる。ポリオの大規模な流行は20世紀に入るまで知られていなかったが、この病気は人類の歴史において多くの麻痺と死を引き起こしてきた。何千年もの間ポリオは風土病の病原体として静かに生き残ってきたが、1900年代にヨーロッパで大規模な流行が発生し、その直後にはアメリカ合衆国でも大規模な流行が発生した。流行は頻繁に発生し、1910年には先進国の至る所、特に夏の都市部でみられる定期的な出来事となっていた。流行のピークであった1940年代から50年代にかけて、ポリオは世界中で毎年50万人以上に麻痺や死を引き起こしていた。
これらの流行に対する恐怖と集団的な反応から、並外れて大きな大衆の反応が生じ動員がなされた。病気の予防と治療法の開発に拍車がかけられ、医療慈善事業に革命がもたらされた。2種類のポリオワクチンが開発されたことで、ポリオは3つの国 (アフガニスタン、パキスタン、ナイジェリア) を除くすべての国で根絶されたものの、ポリオの遺産は現代的なリハビリテーション療法の発展や、世界中で拡大する障害者権利運動の中に残っている。

## 前史
古代エジプトの描画や彫刻には、四肢が萎えている以外は健康な人々や、幼くして杖をついて歩いている子供が描かれている。ローマ皇帝・クラウディウスは、子供の頃に病気にかかり、終生足を引きずって歩いていたとされている。ポリオの最初の症例記録は、おそらくウォルター・スコットのものである。1773年にスコットは「右足の力を奪う重症の生歯熱」(歯が生える時期にかかる熱病) を発症したと言われている。当時の医学では、ポリオは知られていなかった。ポリオの遡及的診断はスコットが後に記した詳細な記録から有力であると考えられており、その結果生じた右足の不自由は彼の人生と著作に重大な影響を与えた。
ポリオの症状は多くの名前で記載されている。19世紀の初期には、Dental Paralysis、Infantile Spinal Paralysis、Essential Paralysis of Children、Regressive Paralysis、Myelitis of the Anterior Horns、Tephromyelitis (「灰白色」を意味するギリシア語 tephros から)、Paralysis of the Morningなどのさまざまな名前で知られていた。ポリオの最初の臨床記載は、1789年にイギリスの医師マイケル・アンダーウッドによってなされた。彼はポリオを下肢の機能不全として記録した。ポリオに関する最初の医学的報告はヤーコプ・ハイネによって1840年になされた。彼はこの病気をLähmungszustände der unteren Extremitäten (下肢の麻痺) と呼んだ。カール・オスカー・メディンは1890年にポリオの流行の実証研究を行った最初の人物である。この業績とハイネによる先駆的分類によって、この病気はハイネ-メディン病 (Heine-Medin disease) として知られるようになった。

## 流行
20世紀より前のポリオの大規模な流行は知られていないが、1900年ごろからヨーロッパとアメリカ合衆国で局地的な麻痺性ポリオの流行が出現し始めた。ポリオの複数症例が初めて報告されたのは1843年で、それは1841年のルイジアナ州でのアウトブレイクを記載したものであった。アメリカでの次の報告までには50年の隔たりがあり、1893年にボストンでの26症例が報告された。アメリカでポリオの流行が初めて認識されたのは、その翌年にバーモント州で起こった132症例 (死者18人) によってであり、それにはいくつかの成人の症例も含まれていた。さまざまな規模の多数の流行が国中で出現し始め、ニューヨークでは1907年までに約2500症例が報告された。

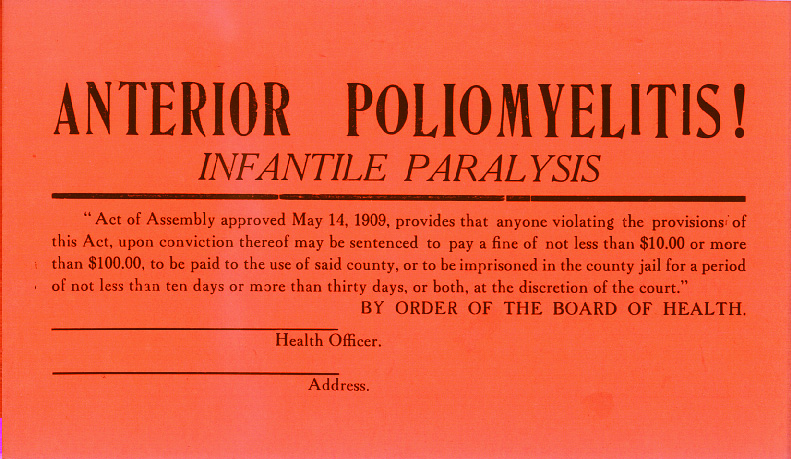
ポリオが原因で隔離された患者の住居の窓には、このプラカードが置かれた。隔離命令違反やプラカードの除去は最大100ドルの罰金となった。。

1916年6月17日の土曜日、ポリオ感染の流行の公式発表がニューヨークのブルックリンでなされた。その年には、アメリカ合衆国で2万7000を超えるポリオの症例が発生し、6000人が死亡した。ニューヨークだけでも死者は2000人を超えた。ポリオと確認された人物の名前と住所は日ごとに新聞で公開され、彼らの住居はプラカードで示され家族は隔離された。ハイラム・M・ヒラー・ジュニアは自身が何を扱っているのかに気付いた医師の1人であったが、病気の性質はいまだ大部分が謎であった。1916年の流行は大規模なパニックを引き起こし、数千人が都市部から近隣の山間部のリゾート地へ脱出した。映画館は閉鎖され、会合は中止され、集会はほぼなくなった。子供たちは水飲み場の水を飲まないよう警告され、遊園地やプール、海水浴場へ行かないように言われた。1916年以降、夏ごとに国内のどこかでポリオの流行が出現し、1940年代と1950年代が最も深刻だった。1949年の流行では、アメリカ合衆国で2720人の死者が発生し、カナダとイギリスでも4万2173件の感染症例が報告された。
20世紀より前には、生後6ヶ月以前の乳児のポリオ感染は稀であり、ほとんどの症例は6ヶ月から4歳までの小児に起こったものであった。ポリオに感染した幼児は概して軽度の症状を示すだけだったが、それによってこの病気に対する終生の免疫を獲得した。19世紀後半から20世紀初頭にかけての先進国では、下水処理の改善や清浄な給水など、地域の衛生環境が改善された。衛生状態の改善は、乳児や幼児がポリオと遭遇し免疫を獲得する機会が少なくなったことを意味した。それによってポリオウイルスへの曝露が小児期の後半や成人期にまで遅れ、麻痺性の感染が起こりやすくなった。
ポリオによる麻痺は、小児では1000症例につき1例発生するが、成人では75症例に1例発生する。1950年までに、アメリカ合衆国で麻痺性の急性灰白髄炎が最も多く発生する年代は乳児から5–9歳の小児へと移り、症例の約1/3は15歳以上の人物が発症したものであった。そのため、この期間にポリオの感染による麻痺や死者の割合が増加した。アメリカ合衆国での1952年のポリオの流行は国家史上最悪のアウトブレイクであり、親の病気に対する恐怖が高まってワクチンの必要性へ大衆の意識が向けられたとされている。その年には5万7628件の症例が報告され、3145人が死亡し、2万1269人に軽度から重度の麻痺が残った。

## 歴史的治療
医学的に確立された治療法が存在しなかった20世紀の初頭には、多くの奇妙で危険性のある治療法が提案された。ジョン・ヘイヴン・エマーソンによる「1916年のニューヨークにおける急性灰白髄炎 (小児麻痺) の流行についてのモノグラフ」(A Monograph on the Epidemic of Poliomyelitis (Infantile Paralysis) in New York City in 1916)には、当時提案されていた治療法が挙げられている。
| 「 | 陽電荷によって下肢に酸素を与える。アーモンドの粉末を使うか、酸化した水に何度も入浴する。ローマンカモミール、アカニレ、アルニカ、マスタードシード、スパニッシュフライ、アーモンドオイルなどの湿布の使用。特にカンショウとウツロイイグチのオイルは効果がある。カフェイン、コーラの種子、乾燥キニーネ塩化物、キナノキのエリキシル剤、ラジウム水溶液、金の塩化物、石灰水、ペプシン含有ワインを内服する。 | 」 |

1916年の流行とそれに対する治療がほとんど効果がなかったことを受けて、研究者たちは新たなより良い治療法を探し始めた。1917年から1950年代初頭の間に、四肢の変形を防ぐ試みとして水治療法と電気療法などいくつかの治療法が試みられた。
1935年にClaus Jungeblutは、ビタミンCがin vitroでポリオウイルスを不活化し、サルへ注射したときに感染性を失っていることを報告した。1937年、Jungeblutはサルの脳にポリオウイルスを注入し、ビタミンC摂取群は対照群よりも多くの個体が麻痺を免れたことを発見した (結果は高用量よりも低用量の方が効果的であるようだったが)。続く研究でJungeblutは、ポリオに感染したサルは他よりもビタミンCレベルが低く、麻痺を免れたサルはビタミンCレベルが最も高かったことを示した。その後Jungbeltは大規模研究で彼の発見を確証し、天然ビタミンCは合成ビタミンCよりも効果的であり、病気が進行するにつれて、より多くのビタミンCが治療効果を示すために必要となることを発見した。
しかし1939年、アルバート・サビンは「嗅粘膜へ向かってポリオの全量を強制的に排出し、すぐにピペットへ引き戻す、この過程を2、3回繰り返す」という手法ではJungbeltの結果を確認できないこと、「ビタミンC欠乏飼料を与えられたサルは主に肺炎や腸炎などの自然な急性感染症で死亡しており、適切な飼料を与えられた仲間は健康なままである」ことを報告した。これを受けて、Jungbeltは「鼻の入口へ大量のウイルスを流し込むような最重度の感染においては、ビタミンCの投与は病気の進行に対し影響を与えることができないが、点滴のような強制性の低い方法では対照群の動物の症状は多様になり、結果は容易に解釈することができない。しかし、利用可能なデータはビタミンC治療は不稔感染を完全に非麻痺性の感染へと変換させる要因となっている可能性を示唆している」と反論した。1979年、R. J. SaloとD. O. Cliverは亜硫酸水素ナトリウムとビタミンCによって1型ポリオウイルスを実験的に不活化した。
1949年から1953年にかけて、Fred R. Klennerはポリオに対するビタミンC治療の臨床経験を発表したが、大規模な臨床試験は一度も行われていない。
神経の移植や腱の伸張、腱の移植、四肢の延長や短縮といった外科的治療がこの時期には広く行われた。麻痺が残る患者は装具で治療され、キャリパー、松葉杖、車椅子の補助によって喪失した機能を補うよう教えられた。使用者の動きを制限し筋萎縮を引き起こす傾向のある、固い装具や体幹ギプスのような器具の使用も効果的治療として宣伝されていた。マッサージや他動運動もポリオ後遺症の治療に用いられた。これらの治療法の大部分は治療効果のないものであったが、鉄の肺、抗ポリオ抗体血清、エリザベス・ケニーによって開発された治療法など、ポリオ治療の効果的支援策もこの時期に出現した。

### 鉄の肺

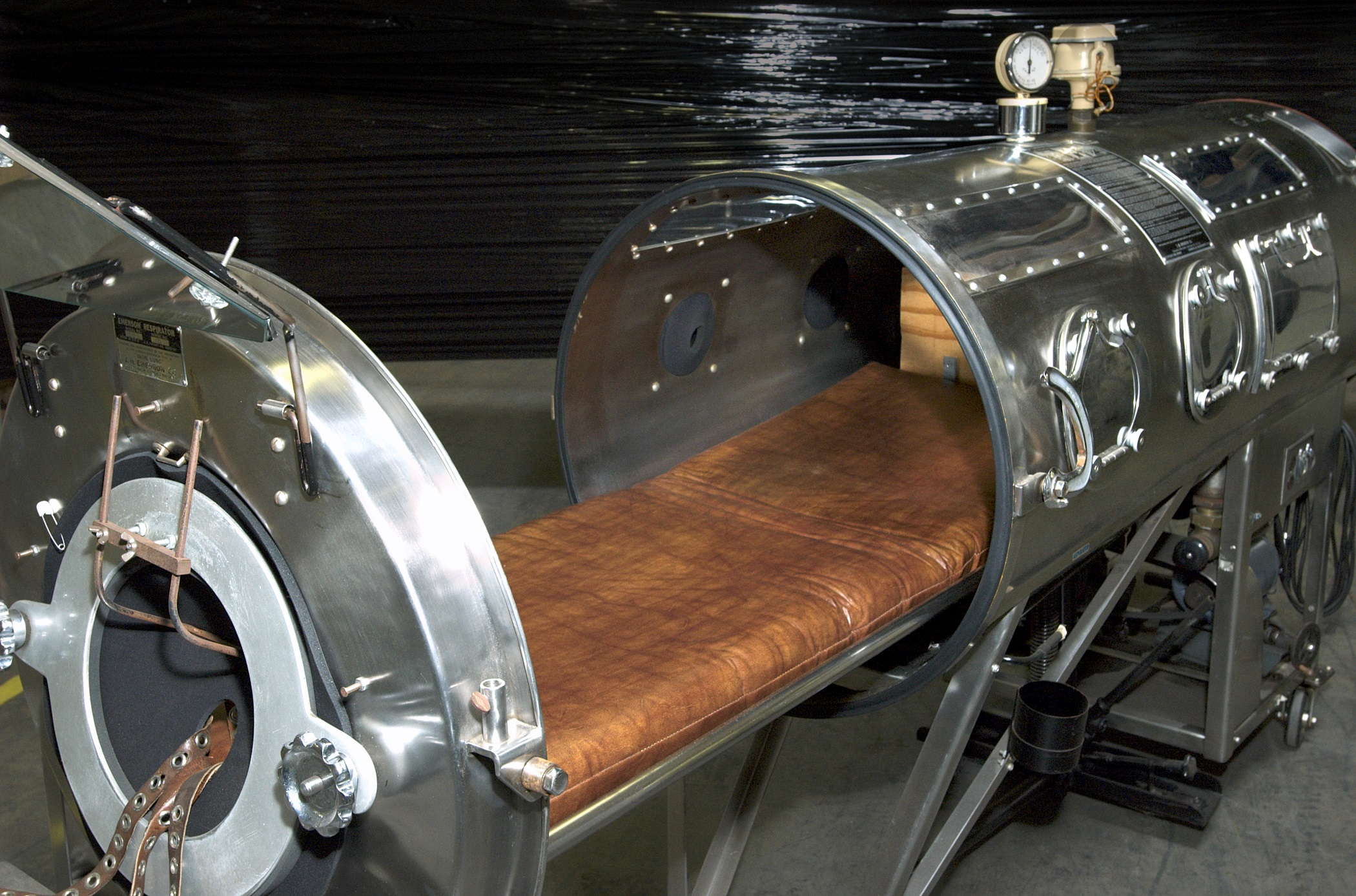
この鉄の肺は、1950年代後半から2003年に亡くなるまでこの装置を用いていた、ルイジアナ州コビントンのBarton Hebertの遺族からCDCへ寄贈されたものである。This iron lung was donated to the CDC by the family of Barton Hebert of Covington, Louisiana, who had used the device from the late 1950s until his death in 2003.

ポリオ患者の治療に最初に利用された鉄の肺は、ハーバード大学のフィリップ・ドリンカー、Louis Agassiz Shaw、James Wilsonによって発明されたもので、1928年10月12日にボストン小児病院で試験が行われた。ドリンカーの最初の鉄の肺は、2つの掃除機に接続された電動機によって動力が供給されており、機械の内部の圧力を変化させることで機能した。圧力が低下すると、胸腔が拡張して部分真空状態を埋めようとする。そして、圧力が上昇すると胸腔は収縮する。この拡張と収縮は、通常の呼吸を模したものである。その後、鉄の肺のデザインは機械にベローズを直接接続することで改善され、ジョン・ヘイヴン・エマーソンはより安価に生産できるようデザインを変更した。エマーソンの鉄の肺は1970年まで生産された。Bragg-Paul Pulsatorのような他の呼吸補助器や、呼吸困難の程度が低い患者には"rocking bed"も用いられた。
ポリオの流行中、鉄の肺は何千人もの命を救ったが、その機械は大きく扱いにくく非常に高価だった。1930年代の鉄の肺の価格は約1500ドルで、平均的な家の価格とほとんど同じだった。患者は鉄の箱に数ヶ月から数年、そして時には一生入ることとなったため、機械の維持費用も法外に高いものとなった。鉄の肺を用いても、延髄ポリオの患者の死亡率は90％を超えていた。
これらの欠点を克服するために、より現代的な陽圧人工呼吸器が開発され、気管切開による陽圧人工呼吸が利用されるようになった。陽圧人工呼吸器によって、延髄ポリオ患者の致死率は90%から20%まで低下した。1952年のコペンハーゲンでの流行時には延髄ポリオの患者が多数発生したが、人工呼吸器は少数しかなかったため、医学生などの手によるバッグを用いた人工呼吸が多くの患者に対して行われた。

### 受動免疫療法
1950年に、ピッツバーグ大学のウィリアム・ハモンは、ポリオの生存者の血液からポリオウイルスに対する抗体を含む血清を単離した。この血清はポリオの拡散を防ぎ、ポリオ患者の重症度を低下させるものとハモンは考えていた。1951年9月から1952年7月の間に、5万5000人近くの小児が抗ポリオ血清の臨床試験に参加した。試験の結果は有望であり、血清は麻痺性ポリオの発症を約80%防ぐ効果があり、厳密に制御された環境では保護効果は5週間継続することが示された。また、血清はポリオを発症した患者の重症度を低下させることも示された。
しかし、ポリオの予防と治療のための抗体血清の大規模な使用に関しては、血清によってもたらされる免疫が長続きしないこと、抗体による保護効果が不完全であること、流行が発生するたびに再注射が必要であること、投与に最適な時期が不明であることといった多数の欠点があった。抗体血清は広く投与されたが、血清の調製は高価で時間のかかる過程であったため、医学界の焦点はすぐにポリオワクチンの開発へと移った。

### ケニー療法 (Kenny regimen)
麻痺した筋肉に対する初期の治療慣行は、影響を受けた筋肉を休息させる必要性を強調するもので、副木を用いることで正常な運動の妨げとなる筋肉、腱、靭帯や皮膚の硬化を防ぐことを示唆していた。多くの麻痺性ポリオの患者は数ヶ月間、石膏の体幹ギプスの中に横たわっていた。この長期の固定によって、影響を受けた筋肉と受けていない筋肉の双方で筋萎縮がしばしば引き起こされた。
1940年、オーストラリア・クイーンズランド州の看護師エリザベス・ケニーは北アメリカに到着し、この治療アプローチに異を唱えた。1928年から1940年にかけてオーストラリアの僻地でポリオの治療を行う中で、ケニーは、影響を受けた肢を固定するかわりに、ポリオ患者の痛みと痙攣を緩和することを目的とした一種の理学療法を開発した。筋肉の痙攣を緩和するために熱く湿ったパックを用い、影響を受けなかった筋繊維の強度を最大化するために運動を行い、ウイルスによって死ぬことなく残った神経細胞の可塑性による補充を促進した。ケニーは後にミネソタ州に移住してSister Kenny Rehabilitation Instituteを設立し、彼女の治療体系の世界的な宣伝を開始した。やがてケニーの考えは受け入れられ、20世紀半ばまでに麻痺性ポリオの治療の特徴となった。筋収縮を抑えるための鎮痙剤の投薬と組み合わせて、ケニーの治療法は現在でも麻痺性ポリオの治療に用いられている。
2009年のクイーンズランド州分離150周年記念式典 (Q150) において、ポリオに対するケニーの治療法は"Q150 Icons"(クイーンズランド州を代表する150の文化的アイコン) の「技術革新と発明」のアイコンの1つとなることが発表された。

## ワクチンの開発

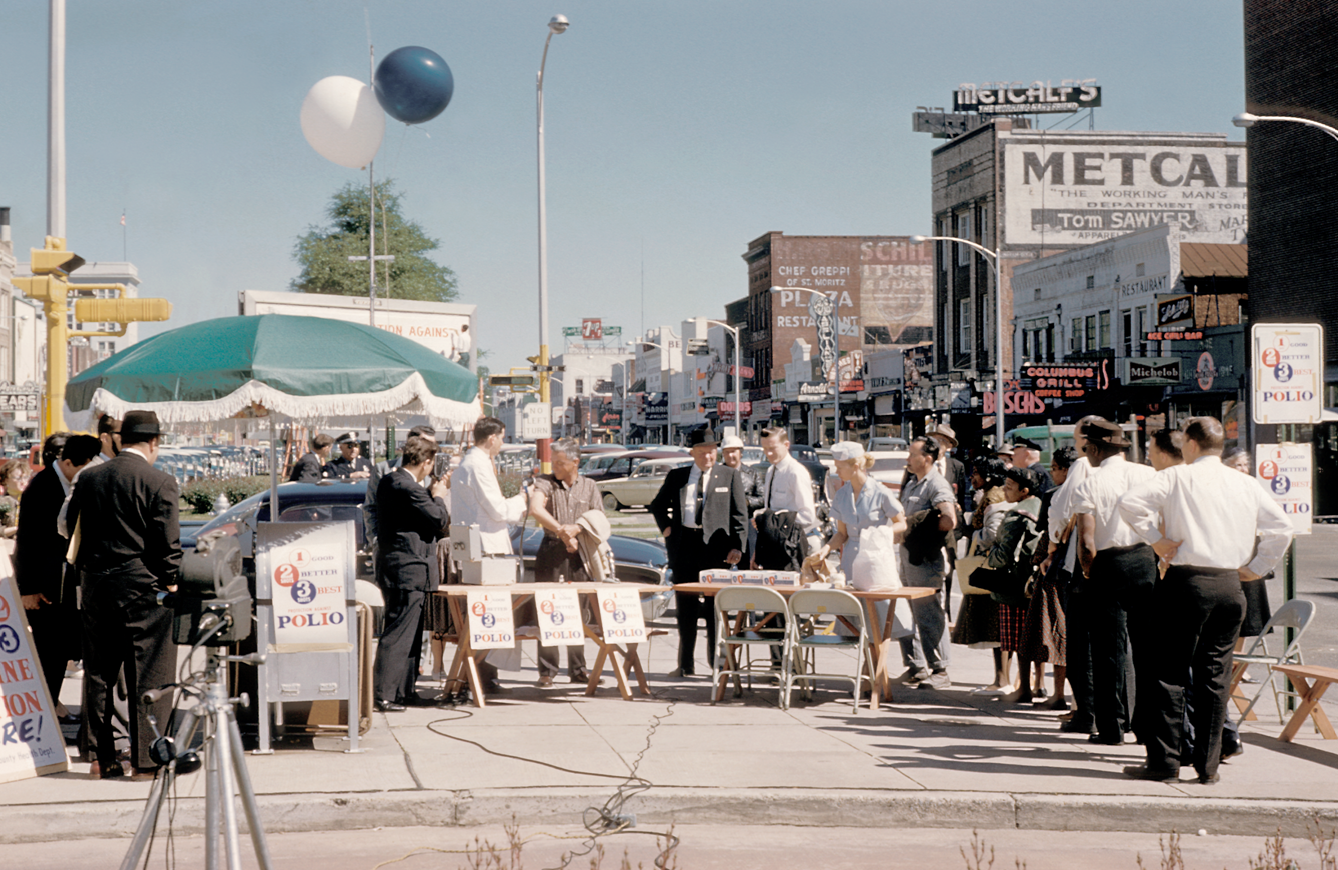
National Polio Immunization Programの初期にポリオの予防接種を待つ人々。ジョージア州コロンバス。

1935年にニューヨーク大学の研究助手であったモーリス・ブロディは、すり潰したサルの脊髄からウイルスを調製し、ホルムアルデヒドで不活化した。ブロディは最初に自身と彼の助手数人でワクチンを試した。その後、彼はワクチンを3000人の小児に投与した。アレルギー反応は多く起こったが、ポリオへの免疫を獲得した者はなかった。1940年代の後半から1950年前半にかけて、ボストン小児病院のジョン・フランクリン・エンダースに率いられた研究グループはヒトの組織でポリオウイルスを培養することに成功した。この大きなブレイクスルーが最終的にポリオワクチンの開発を可能にした。エンダースと彼の同僚のトーマス・ハックル・ウェーラー、フレデリック・チャップマン・ロビンスは、業績が認められて1954年にノーベル賞を受賞した。
ポリオを撲滅するために世界中で2種類のワクチンが使用されている。1つはジョナス・ソークによって開発されたもので、1952年に最初の試験が行われ、1955年4月12日にソークによって世界的な宣伝がなされた。ソークのワクチンは不活化ワクチンで、不活化されたポリオウイルスが含まれている。1954年にワクチンのポリオを予防する能力についての試験が行われた。ソークのワクチンの実地試験は史上最大の医学実験となるものと思われる。認可を受けてすぐに予防接種キャンペーンが開始された。マーチ・オブ・ダイムズの後援を受けた集団予防接種の後、アメリカ合衆国でのポリオの年間症例件数は、ピーク時の5万8000件近くから1957年には5600件にまで減少した。
ソークの成功から8年後、アルバート・サビンは、弱毒化ウイルスを用いた生ワクチンである経口ポリオワクチンを開発した。サビンのワクチンの臨床試験は1957年に開始され、1962年に認可された。経口ポリオワクチンの開発の後、集団予防接種の第二波が症例件数をさらに減少させた。1961年にはアメリカ合衆国では161件の症例が記録されているだけである。アメリカ合衆国でポリオワクチンの伝染によって引き起こされた麻痺性ポリオの最後の症例は1979年のもので、中西部のいくつかの州のアーミッシュの間でのアウトブレイクによるものである。

## 遺産
20世紀の初期に、ポリオは世界で最も恐れられている病気となった。病気は警告なしに襲い、白人の裕福な人を苦しめる傾向があり、親子が引き離される長い隔離期間を必要とした。誰が病気にかかり誰が免れるかを知ることは不可能だった。病気の影響はポリオ患者に終生続く印、車椅子、松葉杖、下肢装具、呼吸器、そして変形した四肢という鮮烈なイメージを残した。しかし、ポリオは生存した人々の人生を変えただけでなく、文化に重大な変化をもたらした。草の根の募金キャンペーンが出現して医療慈善事業に革命がもたらされ、リハビリテーション療法の地位が高まった。そして、障害者の社会的・市民的権利運動を通じて、ポリオ生存者は現代の障害者権利運動に拍車をかけた。
加えて、ポリオの流行の出現によって公衆衛生に多数の革新がもたらされた。最も広く行き渡ったものの1つは、アメリカ合衆国や他の国々での「唾吐き禁止」条例の広がりである。

### 慈善事業
1921年にフランクリン・ルーズベルトは腰から下が終生完全に麻痺することとなった (ポリオと診断されていたがギラン・バレー症候群であった可能性もある)。麻痺には当時治療法が存在しなかったが、政治家を志していたルーズベルトは病気による限界を受け入れることを拒んだ。彼はさまざまな治療法を試し、その中にはジョージア州ワームスプリングスでの水治療法も含まれていた。1938年にルーズベルトは、National Foundation for Infantile Paralysis (現在のマーチ・オブ・ダイムズ) の設立を援助した。この財団は、麻痺性ポリオ患者のリハビリテーションに対する資金を調達し、ポリオワクチン開発の資金援助を行った。マーチ・オブ・ダイムズは、わずかな富裕層から巨額の寄付を募るのではなく、数百万人から少額の寄付を求めた。この資金調達法は大きな成功を収め数億ドルが集められたが、この値は当時のアメリカ合衆国での赤十字を除くチャリティーの総額を超えていた。1955年までにマーチ・オブ・ダイムズは研究に2550万ドルを投資し、ジョナス・ソークとアルバート・サビンのワクチンの開発にも資金が投じられた。1954年から55年にかけてのワクチンの実地試験では、無料のワクチンが数千人の子供に供給された。
1952年に起こった最悪の流行では、アメリカ合衆国では3145人がポリオで死亡した。同じ年には、20万人以上 (4000人の小児を含む) ががんで死亡し、2万人 (1500人の小児を含む) が結核で死亡していた。David Oshinskyの書籍 Polio: An American Story によると、「マーチ・オブ・ダイムズがポリオの過剰な宣伝を行い、すぐに治療可能なポリオ患者という、真実でないイメージの宣伝を行ったことについては証拠が存在する。マーチ・オブ・ダイムズはユナイテッド・ウェイのような他の慈善団体と手を組むことを拒否した」とされる。

### リハビリテーション療法

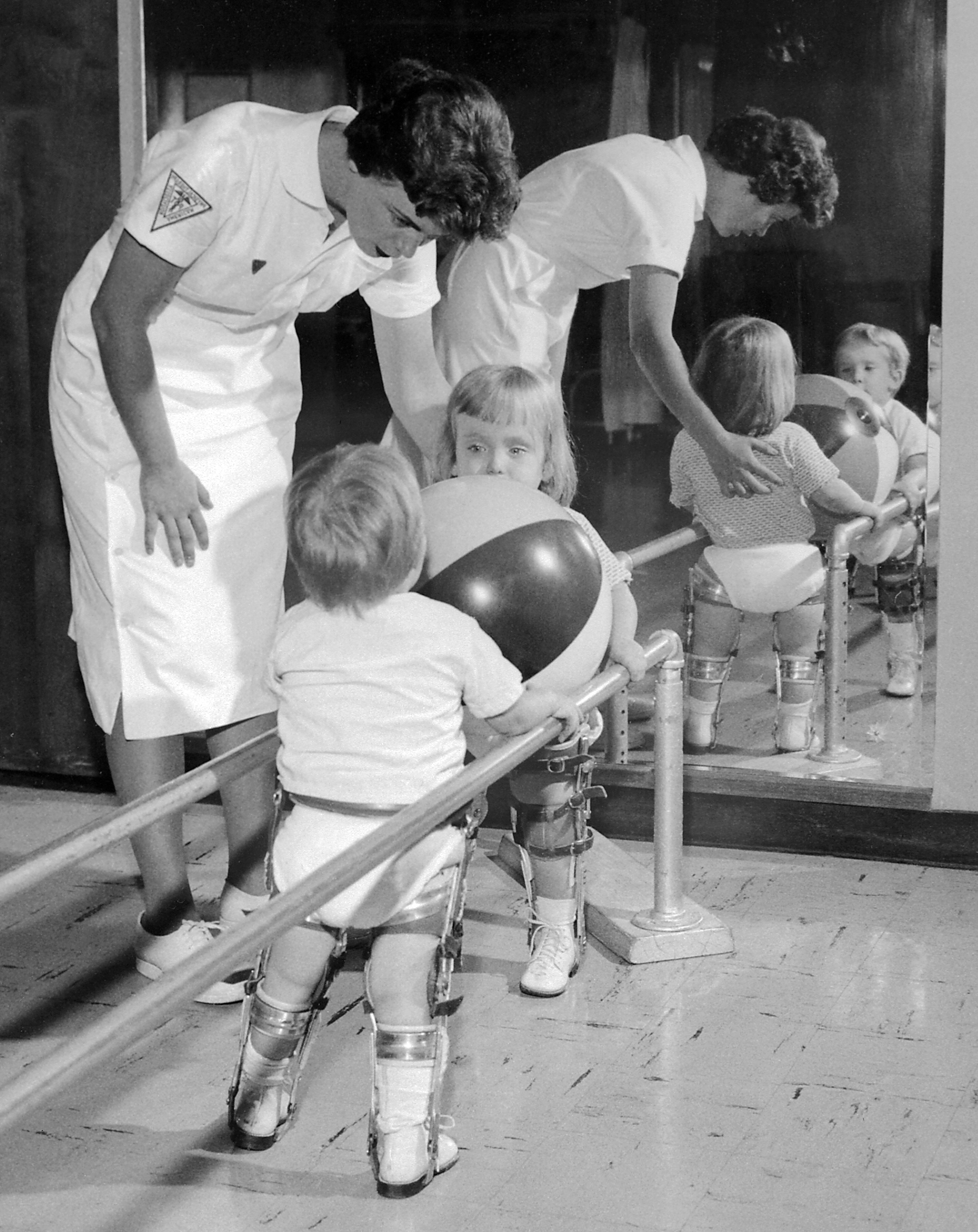
理学療法士がポリオの影響を受けた2人の子供の下肢の運動を補助している。

20世紀のポリオの恐怖以前は、ほとんどのリハビリテーション療法は戦争から帰還した負傷兵の治療に焦点を当てたものであった。ポリオの壊滅的な影響によって、リハビリテーションに対する認知と支援が高まった。それに応じてポリオ患者の治療を目的とした多数のリハビリテーションセンターが開設され、それらはポリオ患者に残された能力を回復して築き上げ、新たに麻痺を負った多くの人々に対し障害を補う新しい技術を習得させることが目的とされた。
1926年に、水治療法の利点を確信したフランクリン・ルーズベルトはジョージア州ワームスプリングスのリゾート地を購入し、そこにポリオ患者の治療のための最初の現代的なリハビリテーションセンターを設立した。それは現在でもRoosevelt Warm Springs Institute for Rehabilitationとして運営されている。
ポリオのリハビリテーションの費用はしばしば平均的な家庭が賄える額よりも高額であったので、アメリカのポリオ患者の80%以上がマーチ・オブ・ダイムズからの資金援助を受けた。また、いくつかの家族は、ポリオの子供に無料の治療を提供するための小児病院のネットワークShriners Hospitals for Childrenを1919年に設立した、Ancient Arabic Order of the Nobles of the Mystic Shrineなどの慈善団体からの支援も受けた。

### 障害者権利運動
さまざまな程度の麻痺を負った何千人ものポリオ生存者がリハビリテーション病院を退院し、家庭、学校、職場へと向かったとき、多くがアクセシビリティの欠如とコミュニティで体験する差別に対し苛立ちを感じた。20世紀の初期には、家庭や公共の場で車椅子を使用する見通しは極めて困難であった。車椅子を収容できる公共輸送システムは存在せず、学校を含むほとんどの公共施設は障害を持つ人々がアクセスできないものであったからである。ポリオで障害を負った多くの子供は「身体障害児」のための別の施設へ転向せざるを得なくなるか、階段を運び上げてもらう必要が生じた。
ポリオで麻痺を負った人々が成長するにつれ、彼らは社会の主流へ参入する権利を要求し始めた。ポリオ生存者は1970年代にアメリカ合衆国に出現した障害者権利運動でしばしば先頭に立ち、障害に基づく差別からの保護を定めた1973年リハビリテーション法や、1990年の障害を持つアメリカ人法といった法律の制定を推進した。ポリオ生存者に率いられた他の政治運動には、1960年代から70年代の自立生活運動やユニバーサルデザイン運動がある。
ポリオ生存者は世界で最大の障害者集団の1つである。世界保健機関は世界中に1000万から2000万人のポリオ生存者が存在すると推計している。1977年、アメリカ合衆国の国民健康調査 (National Health Interview Survey) は国内にポリオで麻痺を負った人々は25万4000人暮らしていると報告した。ポリオ支援団体や医師によると、さまざまな程度の麻痺を持つポリオ生存者が、ドイツには4万人、日本には3万人、フランスには2万4000人、オーストラリアには1万6000人、カナダには1万2000人、イギリスには1万2000人暮らしているとされる。

## 文献
- Maus RA (2006). Lucky One: Making It Past Polio and Despair. Anterior Publishing. ISBN 0-9776205-0-6 A memoir by a childhood survivor of polio.
- Oshinsky DM (2005). Polio: An American Story. Oxford University Press. ISBN 0-19-515294-8 Awarded the 2006 Pulitzer Prize for history.
- Paul JR (1971). A History of Poliomyelitis. New Haven, Conn: Yale University Press. ISBN 0-300-01324-8. OCLC 118817 Classic history.
- Shell M (2005). Polio and Its Aftermath: The Paralysis of Culture. Cambridge MA: Harvard University Press. ISBN 0-674-01315-8 Memoir, history, medicine.
- Wilson DJ (2005). Living with Polio: The Epidemic and Its Survivors. Chicago: University of Chicago Press. ISBN 0-226-90103-3 A history of polio from accounts written by survivors. Limited preview available from Google Books.